# Anecdotes of Samuel Johnson
L'opera Anecdotes of the Late Samuel Johnson di Hester Lynch Piozzi (Aneddoti del compianto Samuel Johnson), nota anche col titolo di Anecdotes of the Late Samuel Johnson, LL. D. During the Last Twenty Years of His Life (Aneddoti del compianto Samuel Johnson, LL. D. durante gli ultimi venti anni della sua vita), fu pubblicata la prima volta il 26 marzo 1786.
Il contenuto dell'opera consisteva in diversi appunti e aneddoti su Samuel Johnson riferiti dall'autrice. Hester Lynch Piozzi aveva frequentato il letterato inglese all'epoca in cui era sposata con Henry Thrale, donde il nome di "Mrs Thrale" con cui è talora ricordata. Il periodo nel quale Hester Lynch frequentò Johnson è noto anche attraverso il diario da lei tenuto dal 1776 al 1809 e pubblicato postumo col titolo Thraliana. Hester Lynch Piozzi scrisse quest'opera in Italia dove visse per tre anni dopo aver sposato il musicista Gabriele Mario Piozzi; l'opera tuttavia non è mai stata tradotta in lingua italiana.

## Contesto
Prima di scrivere la Thraliana, Hester Thrale compilò due serie di aneddoti: la prima dedicata a Samuel Johnson e la seconda raccoglieva notizie su eventi di vario genere.
Dopo la morte di Johnson, Thrale decise di pubblicare una serie di aneddoti su Johnson, nota ai suoi amici come Johnsoniana, che inserì nella Thraliana. Nel 1815, Thrale affermò:
"Mentre eravamo a Roma ricevemmo delle lettere in cui si diceva che il libro andava a ruba e che presso l'editore Cadell non era disponibile nemmeno copia quando il Re alle dieci di sera mandò a prenderne una, sicché Cadell dovette ricorrere ad un amico per poter soddisfare l'impazienza di sua Maestà, che avuta la sua copia rimase sveglio tutta la notte a leggere. Il mio compenso per quest'opera è stato di £300, una somma allora senza pari per un libriccino del genere." 
Il periodico Gentleman's Magazine di marzo 1786 scrisse "Al terzo giorno dopo l'uscita del libro non ve n'era più una copia disponibile". Durante il 1786 il libro ebbe quattro edizioni.

## Gli Aneddoti
Thrale aprì il suo lavoro con questa prefazione:
"Ho letto da qualche parte che la Prefazione di un libro, come il portico di una casa, dovrebbe essere strutturata in modo da attirare, ma non impegnare, l'attenzione di coloro che desiderano incontrare la famiglia che vi abita, oppure vogliono osservare la collezione di quadri fatta da colui la cui possibilità di ottenerli non è stata poco frequente. Perciò, io non desidero trattenere oltre i miei lettori dal prendere confidenza con i modi del Dr. Johnson, o dall'acquisire la conoscenza dei suoi sentimenti che queste pagine possono trasmettere. Sarebbe ridicolo addurre la mia lontananza dall'Inghilterra come una scusa per il carente stile del libro, sarebbe invece un valido motivo proprio per averlo scritto, perché, anche se altri potrebbero pubblicare gli stessi aforismi e aneddoti, per quanto mi riguarda non posso avere la certezza che lo abbiano fatto.... Mi rendo conto che molti diranno che io non ho parlato in modo adeguato del Dr. Johnson; ma sarà difficile anche per chi solleva queste critiche poter dire di più, se ho descritto i suoi modi così come erano, io sono stata molto attenta nel mostrare la sua superiorità rispetto alle comuni forme di vita.... Quando ho detto che egli era più un uomo di genio che di cultura, io non intendevo sottrarre una parte del suo carattere che volentieri attribuire agli altri. L'erudizione del signor Johnson comprovava il suo genio, perché egli non l'aveva acquisita mediante lunghi e approfonditi studi.... Ma è giunto il momento che io concluda la mia Prefazione e dia inizio al mio libro, il primo che io abbia mai presentato al Pubblico, dalla cui terribile sembianza io ho sempre cercato di difendermi e nascondermi, ritirandomi dietro lo scudo Telamonio e mostrando il meno possibile di me stessa, ben consapevole della differenza eccessiva che intercorre fra il tirare di scherma in palestra e la lotta in campo aperto.... Accorta comunque nell'evitare di offendere, e attenta perché quella offesa non possa essere ritenuta immotivata, io sottopongo ben volentieri la mia minuta opera al giudizio di quella nazione gloriosa, che ho il piacere di sentire ogni giorno lodata da altri paesi per la sua grande giustizia, generosità e umanità.

## Valutazioni
Horace Walpole espresse subito un giudizio su quest'opera in una lettera del 28 marzo 1786:
"Due giorni fa è uscito il libro Aneddoti del Dr. Johnson di Madame Piozzi. Purtroppo sono rimasto deluso - di lei, per la precisione; non di lui. Io avevo formulato una opinione favorevole delle capacità dell'autrice. Tuttavia questo suo nuovo libro è pessimo; una altisonante prefazione per un cumulo di stupidaggini, in uno stile molto volgare ed anche privo di metodo per un tale guazzabuglio."
Il 30 aprile 1786, Walpole insistendo nella sua opinione scrisse:
"Avendo ella sentito che la prima edizione è andata subito esaurita, senza dubbio quando scenderà dalla nave si aspetterà di essere ricevuta come il Governatore di Gibilterra e di trovare la strada cosparsa di foglie di palma. Lei, Boswell e il loro Eroe sono ormai la barzelletta del pubblico."
Edmond Malone disse, "Nel complesso il pubblico deve esserle grato per la vivace, anche se imprecisa e artificiosa descrizione del Dr. Johnson". James Clifford dichiarò che agli Aneddoti e alla Thraliana "si deve la sua fama di scrittrice intellettuale della fine del diciottesimo secolo". Martine Brownley sostiene che gli Aneddoti "hanno a lungo soddisfatto i Johnsoniani", ma la sua "duratura fama letteraria è da attribuire ai diari e alle lettere".